# Legato

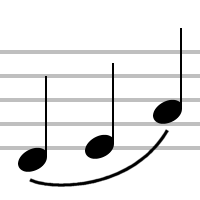
Notació d'un legato en una partitura.

El legato (de l'italià legato, lligat) és una manera d'execució de notes musicals. En el legato, s'executa un grup de notes de diferents freqüències sense articular una separació entre elles a través de la interrupció del so.
El símbol del legato en la notació musical és un arc situat damunt o sota un grup de notes, segons si les pliques de les notes van cap avall o cap amunt, respectivament. A través del legato es construeix la frase musical.
En la música vocal es parla sont d'un arc semàntic. Això significa que totes les paraules d'una frase del text s'uneixen en un arc de legato, segons el seu sentit semàntic.
En l'aprenentatge del cant, el legato es fa servir per a obtenir el mezza di voce i lligar el passaggio. En canviar la freqüència d'un so sense interrompre la vibració del llavi vocal, aquest ha de canviar la relació entre volum mòbil i volum vibrant del múscul vocal. Així es lliguen veu de cap i veu de pit.
En els instruments de vent, el legato prohibeix la respiració entre les notes lligades. Per evitar aquesta limitació, en alguns instruments de vent s'empra la respiració circular.
En els instruments de corda i arc, el legato consisteix a tocar les notes amb una sola passada d'arc.
La consecució d'un legato absolut i permanent, és a dir la producció d'un so constant, és la raó de ser d'instruments com la cornamusa i la viola de roda i de tècniques com la respiració circular.
En els instruments de teclat, com el piano, el legato s'aconsegueix no aixecant el dit d'una la tecla, fins que el següent dit hagi tocat la següent tecla.